# Riksdagsordningen af 2014 (Sverige)
Riksdagsordningen (RO) er en mellemting mellem en grundlov og en almindelig lov.
Riksdagsordningen regulerer den svenske rigsdags arbejde.
Den nuværende Rigsdagsordning trådte i kraft den 1. september 2014, hvorved den kom til at gælde for den rigsdag, der blev valgt den 14. september 2014.

## Ændringer i 2014
I forhold til Riksdagsordningen af 1974 er den nuværende Rigsdagsordning udvidet med regler om vedtagelse af statsbudgetter (svarer til Finansloven) og om rigsdagsmedlemmernes mulighed for at stille forslag (svarer til lovforslag, beslutningsforslag og dagsordensforslag. 
De øvrige ændringer i 2014 er overvejende af sproglig og redaktionel karakter. 

## Delvist en grundlov
Den danske tronfølgelov er en mellemting mellem en grundlov og en almindelig lov. Noget lignende gælder for den nuværende svenske Rigsdagsordning,
Hovedbestemmelserne kan kun ændres på samme måde som grundlovene, dvs. at de skal vedtages af Rigsdagen med kvalificeret flertal. Ændringerne skal vedtages enslydende både før og efter nyvalg til Rigsdagen. 
Det er muligt at sende forslag om svenske grundlove til folkeafstemning, men det er aldrig sket. 
Rigsdagsordningens tillægsbestemmelser er almindelig lov, derfor kan ændringer i tillæggene vedtages af et simpelt flertal i Rigsdagen, og der skal ikke holdes nyvalg, inden at de kan træde i kraft. 

## Rigsdagsordninger i Sverige-Finland
I 1600-tallet og 1700-tallet havde Sverige-Finland to rigsdagsordninger:
- Riksdagsordningen af 1617 var en forretningsorden og vedtægt for Rigsdagen.
- Riksdagsordningen af 1723 var en grundlov.
- Ved sit statskup i 1773 afskaffede kong Gustav 3. af Sverige grundlovene fra 1723, og reglerne fra 1617 blev genindførte.

## Rigsdagsordninger i Sverige
I foråret 1809 blev kong Gustav 4. Adolf af Sverige afsat. Derefter fik Sverige nye grundlove i 1809–1810. 
Siden har Sverige haft fire rigsdagsordninger:
- Riksdagsordningen af 1810 var en grundlov.
- Riksdagsordningen af 1866, der blev vedtaget i juni 1866, var en grundlov. Den vigtigste ændringer skete i 1909–1921, da der gradvist blev indført almindelig valgret, og i 1971, da førstekammeret blev afskaffet.
- Riksdagsordningen af 1974 var en mellemting mellem en grundlov og en almindelig lov.
- Riksdagsordningen af 2014 er en mellemting mellem en grundlov og en almindelig lov.

## Rigsdagsordninger i Finland
I Finland gjaldt Riksdagsordningen af 1617 fra 1809 og frem til 1869. Derefter har der været fire hovedlove om Suomen eduskunta (landdagen/rigsdagen):
- Lantdagsordningen af 1869.
- Lantdagsordningen af 1906 indførte almindelig stemmeret for mænd og kvinder og erstattede stænderforsamlingen med en etkammerlanddag.
- Riksdagsordningen af 1928, der var en grundlov.
- Finlands grundlov af 2000, der samlede Finlands fire hidtidige grundlove i én lov.

## Kirkemøder
Kirkemødet var oprindeligt en del af rigsdagen. Fra slutningen af 1860erner er der blevet holdt særlige kirkemøder.
Indtil 1866 deltog præstestanden i standsrigsdagens møder hvert tredje eller hvert femte år.
I 1863 besluttede Rigsdagen, at kirkemøder med lige mange præster og lægfolk skulle grundlovsfæstes.
Det første almindelige kirkemøde blev holdt i 1868. I begyndelsen var der kirkemøde hvert femte år. Senere blev møderne holdt oftere. I nutiden holdes der normalt kirkemøde hvert år i uge 39 (sidst i september) og uge 47 (sidst i november).
Fra 1949 bestod kirkemødet af 43 præster og 57 lægfolk. 1982 blev det bestemt, at der skulle deltage 251 lægfolk i møderne, at det kun er lægfolkene, der har stemmeret. I nutiden har biskopperne pligt til at deltage i kirkemøderne med tale- og forslagsret, men uden stemmeret.
Hovedbestemmelserne i Lov om Svenska kyrkan og i Lov om trossamfund har grundlovslignende stilling, dvs. at de kan ændres af Rigsdagen på samme måde, som rigsdagsordningen kan ændres.
Der holdes også kirkemøder i Finland.

## Adelsmøder
Adelsmødet var oprindeligt en del af rigsdagen. Fra slutningen af 1860erner er der blevet holdt særlige adelsmøder.
Adelens møder finder sted hvert tredje år. Møderne finder sted i Riddarhuset i Stockholm, og de er regulerede af Riddarhusordningen.
Riddarhusordningen er fra 1626, og den er revideret flere gange siden, bl.a. i 1866.